# USS Mobile (LCS-26)
«Мобіл» (англ. USS Mobile (LCS-26)) — 13-й прибережний бойовий корабель типу «Індепенденс» побудований Austal USA. Це п'ятий корабель у ВМФ США з таким іменем.

## Історія
Першу сталь було порізано 17 грудня 2017 року, закладено корабель — в грудні 2018 року, спущено на воду в січні 2020 року. 25 вересня 2020 року корабель успішно завершив приймальні випробування в Мексиканській затоці. Введення до бойового складу очікується навесні 2021 року.
Це четвертий корабель, який Austal USA поставила ВМС США у 2020 році, після передачі USS Kansas City (LCS-22) у лютому, USS Oakland (LCS-24) у червні та експедиційного швидкісного транспорту класу Spearhead — USNS Newport (T-EPF-12) у вересні.
Введений в експлуатацію в суботу 22 травня 2021 року. Урочиста церемонія відбулась в Мобілі, штат Алабама.
Корабель базуватиметься у Сан-Дієго разом зі своїми побратимами: USS Independence (LCS-2), USS Coronado (LCS-4), USS Jackson (LCS-6), USS Montgomery (LCS-8), USS Gabrielle Giffords (LCS-10), USS Omaha (LCS-12), USS Manchester (LCS-14), USS Tulsa (LCS-16), USS Charleston (LCS-18), USS Cincinnati (LCS-20), USS Kansas City (LCS-22) та USS Oakland (LCS-24).

## Озброєння
«Mobile» (LCS-26) озброєний 57-мм гарматою Mk.110, 20-мм зенітним артилерійським комплексом, пусковою установкою на 11 зенітних ракет Evolved SeaRAM і чотирма 12,7-мм кулеметами.
На борту базуються два вертольоти MH-60R/S «Seahawk» і безпілотники.